# 马来西亚联邦92号公路
联邦92号公路，也称边加兰公路（Jalan Pengerang），是马来西亚的一条联邦公路，从柔佛州哥打丁宜至南部的四弯岛。  此路曾是前往迪沙鲁海滩的主要路线，成为连接柔佛州东南部的道路系统的骨干，但其随后被士乃-迪沙鲁大道超越。

## 路线背景
联邦92号公路的零公里位于边佳兰附近的四弯岛。

## 历史
联邦92号公路建于20世纪70年代。是根据KEJORA（柔佛州东南部发展局；马来语：Lembaga Kemajuan Johor Tenggara）计划修建的，目的是为了开发柔佛州东南部欠发达地区。到了2000年代，该公路因交通阻塞而陷入困境，士乃-迪沙鲁大道则为了取代该公路而兴建。

## 特征
- 道路上有国家能源有限公司（Tenaga Nasional Berhad）国家电网132kv的输电线路。
- 油棕加工厂和FELDA定居点沿线的道路。
- 交通标志的语言分为马来语和英语。
- 大部分路段按照工程部公路标准JKR R5建造，最高限速可达90公里/小时。